# Tumsar
Tumsar là một thành phố và là nơi đặt hội đồng đô thị (municipal council) của quận Bhandara thuộc bang Maharashtra, Ấn Độ.

## Địa lý
Tumsar có vị trí 21°23′B 79°44′Đ / 21,38°B 79,73°Đ Nó có độ cao trung bình là 272 mét (892 feet).

## Nhân khẩu
Theo điều tra dân số năm 2001 của Ấn Độ, Tumsar có dân số 42.018 người. Phái nam chiếm 51% tổng số dân và phái nữ chiếm 49%. Tumsar có tỷ lệ 79% biết đọc biết viết, cao hơn tỷ lệ trung bình toàn quốc là 59,5%: tỷ lệ cho phái nam là 85%, và tỷ lệ cho phái nữ là 73%. Tại Tumsar, 11% dân số nhỏ hơn 6 tuổi.